# Siegfried Bauer
Siegfried Bauer es un deportista austríaco que compitió en triatlón. Ganó tres medallas en el Campeonato Mundial de Triatlón de Invierno entre los años 2004 y 2007.

## Palmarés internacional
| Campeonato Mundial | Campeonato Mundial         | Campeonato Mundial | Campeonato Mundial |
| Año                | Lugar                      | Medalla            | Prueba             |
| ------------------ | -------------------------- | ------------------ | ------------------ |
| 2004               | Wildhaus (Suiza)           | Medalla de oro     | Individual         |
| 2005               | Štrbské Pleso (Eslovaquia) | Medalla de oro     | Individual         |
| 2007               | Saint-Oyen (Italia)        | Medalla de plata   | Individual         |